# مصارعة إخضاع
مصارعة إخضاع (بالإنجليزية: Submission wrestling)‏ هي رياضة قتالية وفنون قتالية تنافسية تركز على تقنيات القتال الأرضي والإخضاع.